# The Norton Sisters
Die Norton Sisters waren US-amerikanische Gesangsgruppe, die zusammen mit Vaughn Monroe und dessen Orchester auftraten. 1946 landeten sie mit Let it Snow! einen #1 Hit.

## Mitglieder
Die Gruppe bestand ursprünglich aus den Schwestern Dorothy, Grace und Betty Lane. Sie sangen mit den The McFarland Twins und deren Orchester in den späten 1930ern und frühen 1940ern, dann kurzzeitig mit Tony Pastor und Carl Hoff, bevor sie sich dem Orchester von Vaughn Monroe anschlossen. Dort konnten sie mehrere Hits landen: neben Let ist Snow! auch Rum & Coca Cola und There I’ve Said It Again. Vaughn Monroe brachte noch eine vierte Sängerin zur Gruppe: Maree Lee. Die Gruppe löste sich auf, als Grace und Dorothy Mitte der 1940er heirateten. Maree Lee schloss sich den The Moon Maids an und Betty wirkte noch eine Weile als Solosängerin, bis sie selbst Anfang der 1950er heiratete.
Der Ehemann von Grace, der Verleger Al Gallico, brachte die Gruppe 1961 nochmals unter dem Namen The Lane Sisters zusammen. Sie nahmen die Songs Peek A Boo Moon und Birmingham Rag für Landa Records auf.